# Filth
Filth es un álbum del artista canadiense de Breakcore Venetian Snares, editado en 2009 por Planet Mu.
El disco consta de diez temas, marcando el 12º trabajo de Aaron Funk para Planet Mu. El tema "Kakarookee Hates Me" contiene samplings de "Poor Kakarookee", de Songs About My Cats.

## Lista de temas
1. "Deep Dicking" – 5:49
2. "Crashing the Yogurt Truck" – 5:37
3. "Labia" – 3:03
4. "Mongoloid Alien" – 6:26
5. "Chainsaw Fellatio" – 4:40
6. "Kimberly Clark" – 6:57
7. "Calvin Kleining" – 3:49
8. "Kakarookee Hates Me" – 4:14
9. "Splooj Guzzlers" – 4:35
10. "Pussy Skull" – 6:26